# Creugas comondensis
Creugas comondensis is een spinnensoort uit de familie van de loopspinnen (Corinnidae).
De wetenschappelijke naam van de soort werd in 2007 gepubliceerd door Mauricio Jiménez.